# Ponte Abou al-Ela
Il ponte Abou al-Ela (ar|كبري بولك ابو العلا, Koubri Bulaq About al-Ela, anche Ponte di Boulac, Ponte Fouad)  è stato un ponte apribile che collegava la sponda orientale del distretto di Zamalek sull'isola di Gezira al distretto di Boulaq nella capitale egiziana del Cairo.

## Descrizione
Fu costruito tra il 1908 e il 1912 per volere dell'ultimo Khedive d'Egitto Abbas Hilmi II (1874-1944) e venne demolito nel 1988 durante la presidenza di Hosni Mubarak (1928- ).
Il ponte presentava un ingegnoso meccanismo di rotazione e bloccaggio del traffico fluviale ideato dall'ingegnere statunitense William Scherzer, oltre alla carreggiata per il tram.